# Кошиць Марина Олександрівна
Ко́шиць Мари́на Олекса́ндрівна (6 серпня 1912, Москва — 9 грудня 2001, Санта-Моніка, Каліфорнія) — американська оперна співачка (мецо-сопрано) і кіноактриса. Дочка видатної співачки Ніни Кошиць і актора Олександра фон Шуберта.

## Життєпис
Марина Кошиць народилась 6 серпня 1912 року в Москві. Її мама, співачка Ніна Кошиць, народила її відразу після закінчення Московської консерваторії.
Дитинство Марини пройшло у Франції, де вона навчалася класичного співу. У Парижі в Російській консерваторії вчилась по класу рояля..
На початку 1920-х переїхала до США.
Співочу кар'єру розпочала, коли її мати раптово захворіла і їй терміново необхідно було знайти заміну в популярній радіотрансляції того часу «Kraft Music Hall», виконавши арію Маргарити з «Фауста» Ш. Гуно. Її виступ був таким успішним, що їй одразу ж запропонували 26-тижневий контракт як солістці цієї програми.
Паралельно Марина почала зніматись в кіно. Оскільки її мама була знаною співачкою, Марина спочатку вирішила виступати під прізвищем батька і у фільмах знімалась як Марина Шуберт. В 1930-х вона знялась у картинах «Маленькі жінки» (1933), «Вся королівська кіннота» («All the King's Horses», 1935), «Британський агент» (1934), «Що скажуть люди» («People Will Talk», 1951), «Car 99» (1935) і «Мільйони людей в повітря» («Millions in the Air», 1935).
За наполяганням матері, яка виступала і викладала у Голлівуді, Марина в 1940 році зосередилась на вокалі. В 1941 вона дебютувала в Опера Сан-Франциско в ролі Тетяни («Євгеній Онєгін»), з якою ще 1913 року Ніна Кошиць дебютувала в Москві. Її оперний дебют виявився дуже вдалим і отримав потік схвальних рецензій.
Згодом Марина почала співати вже під сценічним прізвищем Кошиць, як і її мама. Під цим ім'ям вона виступала в «Сорочинському ярмарку» з Метрополітен-опера в нью-йоркському готелі Вальдорф і з Бостонським симфонічним оркестром.
У себе вдома в Лос-Анджелесі, вона дебютувала в концерному залі Голлівуд-баул 22 липня 1945 року. Там вона виступала регулярно, зокрема в опері «Кармен» Ж. Бізе і опереті «Кажан» Й. Штрауса. Вона співала в таких театрах як Wilshire Ebell Theater і Готель Балтімор, а також виступала з Джоном Райтом і Пінкі Лі в «Ріо-Ріта» в Грецькому театрі.
Також вона продовжувала успішну голлівудську кар'єру. У фільмі «Luxury Liner» вона зіграла роль Зіти Романки, за яку співала уривок з «Аїди» з тенором Лауріцом Мельхіором, а у фільмі «Великий Карузо» зіграла оперну зірку, яка перемогла у конкурсі абітурієнта Маріо Ланца.
Вона продовжувала зніматись в епізодичних ролях співачок, в тому числі «На Рив'єрі» і «Дезірі» в 1950 році, «Будь ласка, не їжте маргаритки» і «Співаючі черниці» в 1960-х. Її останнім фільмом була гангстерська комедія «Зайняте тіло» («The Busy Body», 1967), де також знімались зірковий Сід Сізар і на той час дебютант Річард Прайор.
При цьому відомою Марина Кошиць залишається все ж таки через свою співочу діяльність. Її американські прихильники пам'ятають концерти з симфонічними оркестрами по всій країні, особливо при виконанні творів Рахманінова, друга сім'ї Кошиців, та інших російських композиторів. У 1970 році вона пожертвувала Бібліотеці Конгресу США оригінальний рукопис Opus 38 Рахманінова, присвячений її матері.
Марина Кошиць присвятила останні роки свого життя, які провела в Малібу, письмовій творчості, викладанню та заняттю живописом. Написала біографію Ніни Кошиць і сценарій про тривалу таємну історію кохання Рахманінова і її матері, які вона назвала однаково — «Остання пісня кохання».
Померла 9 грудня 2001 року в лікарні Святого Іоанна в Санта-Моніці.

## Особисте життя
З 1952 до 1961 була в шлюбі з пластичним хірургом Франкліном Л. Ешлі, який викладав в школі медицини Каліфорнійського університету у Лос-Анджелесі. Марина була активісткою зі збору коштів для цього центру.